# Reset (álbum de Funky)
Reset es el noveno álbum de estudio del rapero cristiano Luis "Funky" Marrero, lanzado en enero de 2011 por Funkytown Music.
Por este álbum, Marrero obtuvo nuevamente un Premio Arpa a "Mejor álbum urbano", y dos nominaciones adicionales, asimismo, una nominación a los Premios Grammy Latinos en el año 2011 como "Mejor álbum cristiano". Anteriormente, había sido nominado a la misma categoría en 2003 por su álbum "Funkytown".

## Antecedentes
En un paréntesis musical, Funky tenía muchas canciones que no fueron lanzadas o canciones que podrían haber sido modificadas. Así que finalmente decidió poner todo esto en un álbum, mientras que también grabó nuevo material para el mismo. Originalmente, se esperaba como "Plugged In", luego se cambió el nombre a "Flow Sinfónico", sin embargo, Marrero anunció que bajo esos nombres no saldría su álbum y que los proyectos Flow Sinfónico: Antesala no era más que canciones que se habían pirateado.
Sería lanzado en noviembre de 2010 bajo el nombre "Unreleased & Remixed", por lo cual, en el álbum final, llamado "Reset", se puede ver en la esquina inferior derecha dicho título.

## Promoción y lanzamiento
«Hoy» y «Corazones Puros» fueron las primeras dos canciones que salieron del álbum como singles, pero cuando finalmente se lanzaron, salieron con una nueva mezcla y un nuevo sonido. Los otros sencillos que completaron la lista, serían «Te necesito» junto a Christine D'Clario, «No te cambio» con Quest y «Justo a tiempo», estos tres, con vídeos musicales. 
En 2012, llegó una nueva versión de «No te cambio», que variaba en su estilo musical, y también, se anunció el último vídeo del proyecto, la colaboración con Redimi2, el video de «Heme aquí», sin embargo, este vídeo llegaría oficialmente al canal de Funky en 2021, celebrando una década del lanzamiento del álbum. 

## Listado de canciones
| N.º | Título                                       | Escritor(es)                                            | Productor(es)      | Duración |  |
| 1.  | «Hoy»                                        | Luis Lozada, Luis Marrero                               | Funky              | 3:43     |  |
| 2.  | «No Te Cambio» (Featuring Quest)             | Luis Marrero, Orlando Méndez                            | Funky, Chuelo      | 3:48     |  |
| 3.  | «No Funciona (Si No Me Conecto)»             | Luis Marrero                                            | Funky, Chuelo      | 3:51     |  |
| 4.  | «Te Necesito» (Featuring Christine D'Clario) | Alexis Vélez, Luis Marrero                              | Funky              | 4:14     |  |
| 5.  | «Dale Pal Monte (Remix)»                     | Luis Lozada, Luis Marrero                               | Funky              | 3:35     |  |
| 6.  | «Corazones Puros»                            | Luis Marrero                                            | Funky              | 3:44     |  |
| 7.  | «Heme Aquí» (Featuring Redimi2)              | Willy González, Luis Marrero                            | Funky              | 3:17     |  |
| 8.  | «Llegó El Cocorote»                          | Luis Lozada, Luis Marrero                               | Obed El Arquitecto | 3:58     |  |
| 9.  | «Solo Tu» (Featuring Ricardo Rodríguez)      | Alexis Vélez, Luis Marrero, Ricardo Rodríguez, Bin Soto | Funky              | 4:09     |  |
| 10. | «Yo Ganaré»                                  | Willy González, Luis Marrero                            | Funky              | 3:59     |  |
| 11. | «Ella Quiere Que La Miren (Remix)»           | Willy González, Luis Marrero                            | Funky              | 3:58     |  |
| 12. | «Justo a Tiempo»                             | Luis Marrero                                            | Funky              | 3:54     |  |
| 13. | «El Rankiaito»                               | Luis Lozada, Luis Marrero                               | Funky              | 4:20     |  |
| 14. | «No Me Hablen De Problemas»                  | Luis Marrero                                            | Funky              | 4:08     |  |
| 15. | «Dale Pal Monte (Bonus Track)»               | Luis Lozada, Luis Marrero                               | Funky              | 4:01     |  |

## Remezclas
| N.º | Título                                         | Escritor(es)                 | Productor(es) | Duración |  |
| 1.  | «No Te Cambio (Dance Remix)» (Featuring Quest) | Luis Marrero, Orlando Méndez | Funky, Chuelo | 4:48     |  |

## Vídeos musicales
| Título           | Fecha de lanzamiento    | Artista invitado(s) | Créditos                                                                                        |
| ---------------- | ----------------------- | ------------------- | ----------------------------------------------------------------------------------------------- |
| «Hoy»            | 4 de septiembre de 2010 |                     | Dirigido y guionado por Chak García Editado por Orlando Méndez Guion y casting: Esteban Machuca |
| «Justo a tiempo» | 15 de febrero de 2011   |                     | Dirigido y guionado por Chak García Editado por Orlando Méndez Guion y casting: Esteban Machuca |
| «Te necesito»    | 11 de mayo de 2011      | Christine D'Clario  | Dirigido por Luis Marrero y Gustavo Ortega Actuación especial de Javier Maldonado               |
| «No te cambio»   | 25 de agosto de 2011    | Quest               | Editado por Two Plus Five Films Grabado por Esteban Machuca & Luis Marrero                      |
| «Heme aquí»      | 6 de mayo de 2021       | Redimi2             | Grabado por Gus Ortega Editado por Jorge Marrero                                                |

## Fecha de lanzamiento
| Región          | Fecha                |
| --------------- | -------------------- |
| América del Sur | 7 de febrero de 2011 |

## Premios y reconocimientos
- Premios Grammy Latinos 2011: Mejor álbum cristiano (nominado)
- Premios Arpa 2012: Mejor álbum urbano (Ganador), Mejor álbum vocal masculino (nominado) y Mejor canción en colaboración por «Solo tú» con Ricardo Rodríguez (nominados)